# Lochtropgau
Der Lochtropgau (auch Lothorpe) (lat. pagus Locdorp, Lochthorpe) war ein frühmittelalterlicher Untergau des Gaus Angrien (pagus Angeron). 
Er lag im südlichen Westfalen im heutigen Sauerland. Benannt ist er nach dem Ort Lochtrop bei Eslohe. Die Vorfahren und ersten Grafen von Werl waren im Besitz des Gaus. So gehörte der Gau zum Comitat des Grafen Hermann. Als zugehörige Orte werden in den Quellen genannt Stockhausen bei Meschede, Oedingen (heute Lennestadt) und Hellefeld (heute Sundern). Auch Meschede und das Gebiet der Stadt Olsberg dürften dazu gehört haben. Das Gebiet umfasste die Urpfarreien Wormbach und Velmede. Begrenzt wurde das Gebiet in etwa durch Ruhr und Lenne.  